# Arif Sağ
Arif Sağ est un joueur de saz et chanteur turc d’origine turkmène de confession alevi  née en 1945 à Aşkale, ville située dans la province d'Erzurum en Turquie.

## Biographie
Arif Sağ est né à Dallı, petit village relié à la ville d'Aşkale, essentiellement peuplé de Kurdes de confession alevie. 
Il fait très tôt ses premiers pas en musique en découvrant les türküs (chansons populaires traditionnelles) vers 3 ou 4 ans, puis le bağlama (saz) vers l’âge de 7 ans. Jusqu’à l’âge de 14 ans il continue à étudier pour devenir un aşık (chanteur traditionnel s’accompagnant au saz).
Entre 1960 et 1970, il fait ses premiers pas de professionnel. Son premier disque, « Gafil gezme şaşkın bir gün ölürsün », date de 1963. En 1965, il entre à la Radio d’İstanbul comme joueur de bağlama. En 1975, il entre comme professeur au Conservatoire national de musique turque d’İstanbul (İstanbul Devlet Türk Müziği Konservatuarı) nouvellement créé, pour le quitter en 1982 et créer sa propre école, la « Maison de musique d’Arif Sağ » (Arif Sağ müzik evi).
En 1982, il donne son premier récital de bağlama à İstanbul dans le théâtre « San tiyatrosu ». Suivront des tournées et des concerts en Europe et au Japon, dont un concert avec l’orchestre philharmonique de Cologne en 1996, et une tournée avec le guitariste Tomatito dans douze villes d'Europe en 2000.
Il a enregistré plus de 45 disques et 200 chansons.
Il a collaboré avec de nombreux autres aşık, dont Musa Eroğlu, Muhlis Akarsu et Yavuz Top.
Loin de se cantonner à la seule tradition des aşık, il a mené diverses expériences de fusions de styles musicaux. Il est notamment l’auteur d’un « concerto pour bağlama » et a également créé le style « arabesk-fantazi » en Turquie[réf. nécessaire]. 
Depuis 2004, il préside un concours télévisuel de musique traditionnelle turque, appliquant les recettes de la « télé-réalité ». 
Arif Sağ est marié et père de deux enfants. Il a été (en 1987-1991) le premier artiste à siéger au Parlement turc.

## Discographie
- Gurbeti ben mi yarattım (1981)
- Direniş (1983)
- İnsan olmaya geldim (1983)
- Muhabbet 1-5 (1984 - 1987)
- Duygular dönüştü söze (1989)
- Türküler yalan söylemez (1990)
- Biz insanlar - Kerbela (1990)
- Resital 1 (en collaboration avec Musa Eroğlu) (1990)
- Ben çaldım siz söyleyin (1991)
- Halaylar ve oyun havası (1992)
- Umut (1995)
- Seher Yıldızı (en collaboration avec Belkıs Akkale) (1996)
- Concerto for Bağlama (1998)
- Golden Bağlama (1999)
- Halay (2000)
- Dost Yarası (2002)
- Davullar Çalınırken (2005)